# Lanze (militärischer Verband)
Die Lanze – benannt nach der Hauptwaffe des Anführers – war die kleinste organisatorische Einheit in den Ritterheeren des Mittelalters. Angeführt von einem Ritter, gehörten zur Lanze sechs bis zehn bewaffnete Reiter. Darüber hinaus waren Fußsoldaten nicht selten. Lanzen wurden nicht als kämpfende Einheiten eingesetzt, sondern spätestens vor einer Schlacht auf die jeweiligen Waffengattungen aufgeteilt, also Panzerreiter, Schützen und dergleichen jeweils gemeinsam.
Im Frankreich des frühen 14. Jahrhunderts setzte sich eine Lanze idealerweise wie folgt zusammen: Der Ritter auf seinem Zelter sowie sein Knappe, der das Schlachtross, die Stoßlanze und den schweren Topfhelm (ab dem 15. Jhd. alternativ den Visierhelm), nachführte. Ferner ein sich professionell verdingender (und darum besoldeter) Schwert- und Spießkämpfer (frz. coutiller), außerdem zwei bis sechs Bogen- und/oder Armbrustschützen. Als Nichtkämpfer galten der leicht bewaffnete (Pferde-)Knecht und der Mundschenk. 
Mitunter stießen ein oder mehrere voll bewaffnete adlige Reiter zu dem Aufgebot, wenn sie selbst (etwa als Edelknechte) kein militärisches Gefolge aufbieten konnten – oder wollten. 
Der Lanze konnten sich mehrere (unterschiedlich stark gepanzerte) Fußkämpfer anschließen. Sie führten als Waffen Armbrust oder Bogen, Handrohr, Spieß oder eine beliebige Hiebwaffe. 
Vorbild für die meisten europäischen Ritterheere war das französische Heeresaufgebot. Darum war die Zusammensetzung der Lanzen zumindest in West- und Mitteleuropa ähnlich. Der Ritter musste seine Gefolgsleute auf eigene Kosten ausrüsten und/oder besolden. Anzahl und Qualität der in den Lanzen vereinigten Kämpfer – und die der Pferde – konnten deshalb beträchtlich schwanken. Im Hochmittelalter gehörten bis zu 20 Krieger zu einer Lanze, im Spätmittelalter sank die Zahl der vom König oder Kaiser geforderten Reiter auf fünf bis sechs.
Die nächstgrößere Einheit eines Ritteraufgebots bildete das Banner, dem oft vier bis sechs Lanzen unterstellt waren.